# Walt Disney e l'Italia - Una storia d'amore
Walt Disney e l'Italia - Una storia d'amore è un film documentario del 2014 diretto da Marco Spagnoli.
La pellicola nasce per accompagnare nelle sale il film Saving Mr. Banks e coglie l'occasione per descrivere le piacevoli relazioni fra Walt Disney ed il Bel Paese attraverso diversi personaggi accomunati tra loro da una sconfinata passione per i fumetti del famoso disegnatore americano. Il film illustra come intere generazioni di italiani, di cultura ed educazione completamente differente perdano ogni diversità di fronte all'amore per i fumetti di Walt Disney. Il documentario illustra il forte, ma poco noto rapporto che c'è stato tra Walt Disney e l'Italia, tra fumettisti, sceneggiatori e registi, primo fra tutti Federico Fellini.

## Produzione
Le riprese del documentario si sono svolte tra Roma e Milano.

## Distribuzione
Il documentario viene trasmesso nelle sale cinematografiche italiane dal 10 al 12 febbraio 2014, allegato al film Saving Mr. Banks, nella sola catena di cinema The Space Cinema, come esclusiva extra.
Il film è stato trasmesso in una versione abbreviata della durata di circa 50 minuti sabato 15 febbraio 2014 alle 11.00 su Rai 1. Per gli abbonati a Sky, invece, è stato disponibile sulla piattaforma MySky per qualche giorno nel mese di giugno 2014. Dal 4 giugno invece esce in DVD.